# Pools of Darkness
Pools of Darkness ist ein Computer-Rollenspiel von SSI aus dem Jahr 1991. Es handelt sich um eine Computerspiel-Adaption des Rollenspiel-Regelwerks Advanced Dungeons & Dragons und ist die Fortsetzung zu Secret of the Silver Blades. Gleichzeitig ist es der Abschluss der vierteiligen, mit Pool of Radiance begonnenen Spielereihe in der Kampagnenwelt der Vergessenen Reiche. Wie die Vorgänger nutzt das Spiel die von SSI entwickelte Gold-Box-Engine. Das Spiel wurde für DOS, Mac OS, Amiga und PC-98 veröffentlicht.

## Handlung
Zehn Jahre nach den Ereignissen aus Pool of Radiance kehrt die Heldengruppe nach Phlan zurück. Ratsmitglied Sasha bittet sie, ihm auf einer diplomatischen Reise als Leibwache zu begleiten. Kurz nachdem die Reisegruppe die Stadt verlassen hat, werden Phlan und benachbarte Städte von Bane (im Deutschen eigentlich: Tyrannos), Gott der Tyrannei, und vieren seiner Hauptleute der Welt entrückt und die Region großangelegt verwüstet. Die Heldengruppe begibt sich auf die Mission, Banes Handlanger zur Strecke zu bringen, wofür sie durch die als Pools of Darkness bezeichneten Portale in die verschiedenen Dimensionen der Schergen reisen.

## Rezeption
Pools of Darkness wurde mehrheitlich positiv bewertet.

„Und es geht doch: Nachdem die letzten AD&D-Titel an deutlicher Magersucht litten, schickt SSI mit Pools of Darkness ein absolutes Schwergewicht in den Rollenspiel-Ring. Über Mangel an spielerischem Gehalt kann man sich beim vierten Teil der Forgotten-Realms-Reihe wahrlich nicht beschweren.“

Von dem Spiel wurden 52.793 Kopien verkauft, was es verkaufstechnisch zum mit Abstand schwächsten Titel der Reihe machte. Pools of Darkness bildete den Abschluss der Forgotten Realms Fantasy Role-Playing Epic. Ende der 1990er beauftragte SSI die Stormfront Studios, mit einem weiteren Titel nochmals an die Reihe anzuknüpfen. Es erschien 2001 durch Ubisoft unter dem Titel Pool of Radiance: Ruins of Myth Drannor, konnte aber nicht mehr an die Erfolge der Ursprungsreihe anknüpfen.